# 张承芬 (1943年)
张承芬（1943年8月—），汉族，山东莒县人，中华人民共和国政治人物，中国民主促进会会员。曾担任十一届全国政协常务委员、民进中央原常委、山东省委原主委。2008年，当选第十一届全国政协常务委员，代表中国民主促进会，分入第九组。